# Port de Rauma
Le port de Rauma (finnois : Rauman satama, UN/LOCODE:FI RAU) est un port de fret situé dans la ville de Rauma, sur la rive sud du golfe de Botnie en Finlande.

## Activités
En 2018, le port a traité  5,8 millions de tonnes de fret international, dont 72% étaient des exportations.
Les principaux produits d'exportation étaient le papier et le carton, la pâte à papier et le bois scié, représentant ensemble environ 80% du tonnage total.

## Équipements
Le port dispose des infrastructures suivantes:

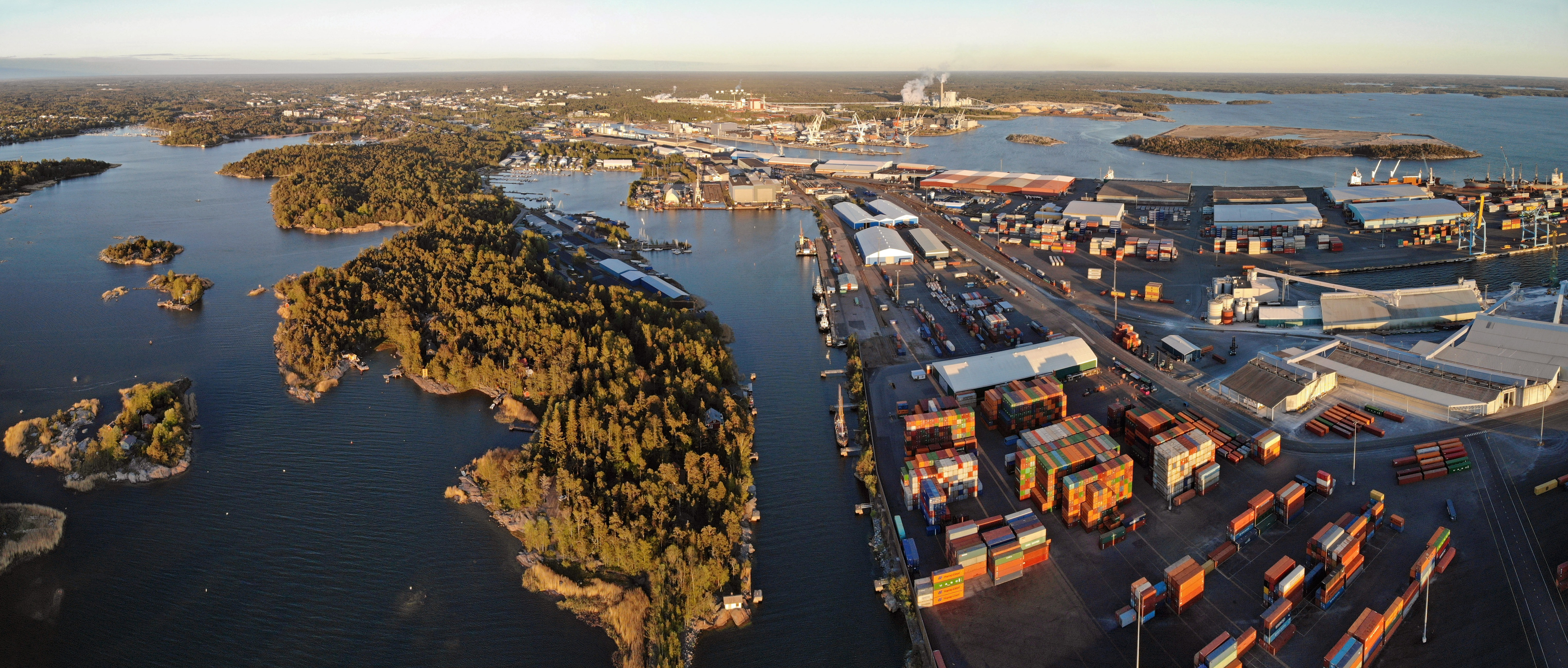
Vue aérienne de Petäjäs

| Équipement                 | Longueur | Profondeur |
| -------------------------- | -------- | ---------- |
| Quai Petäjäs               | 495 m    | 11,0 m     |
| Quai à conteneurs          | 160 m    | 11,0 m     |
| Quai à conteneurs          | 350 m    | 13,6 m     |
| Quai Iso-Hakuni            |          | 11,0 m     |
| Quai du terminal pétrolier |          | 9,15 m     |
| Port central               | 605 m    | 6,7-7,5 m  |
| Quai Laitsaari             | 347 m    | 8,85 m     |

## Galerie

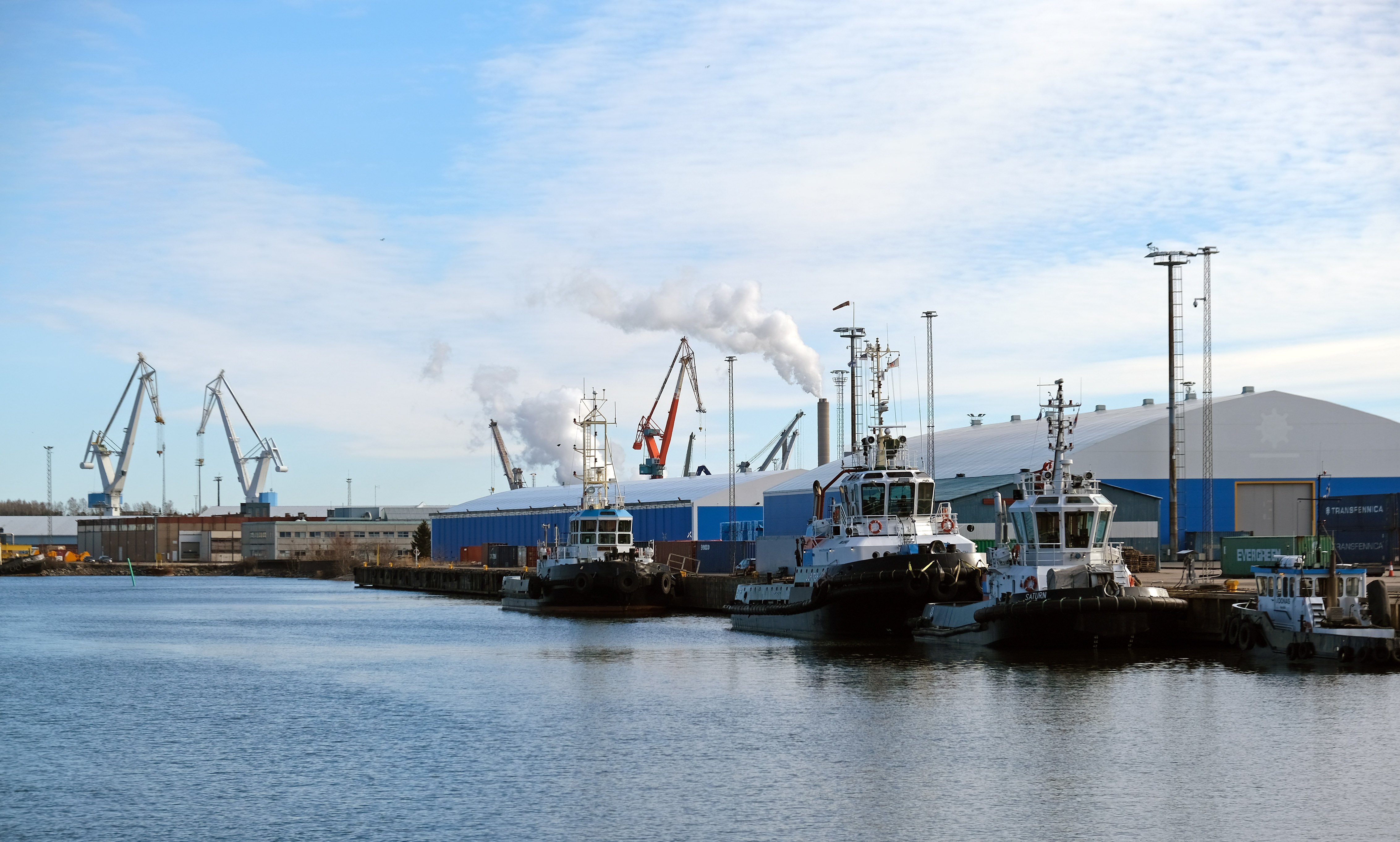
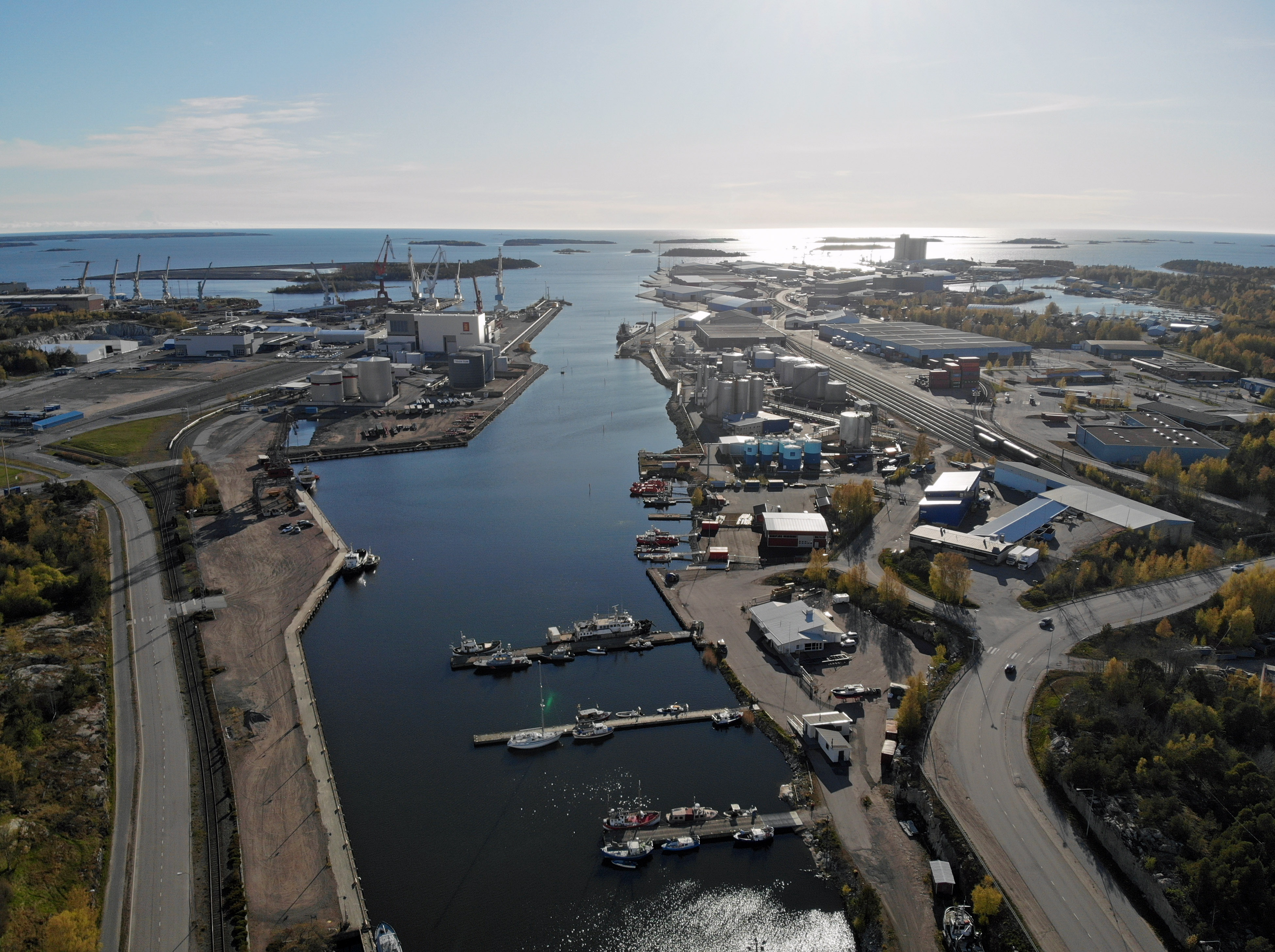
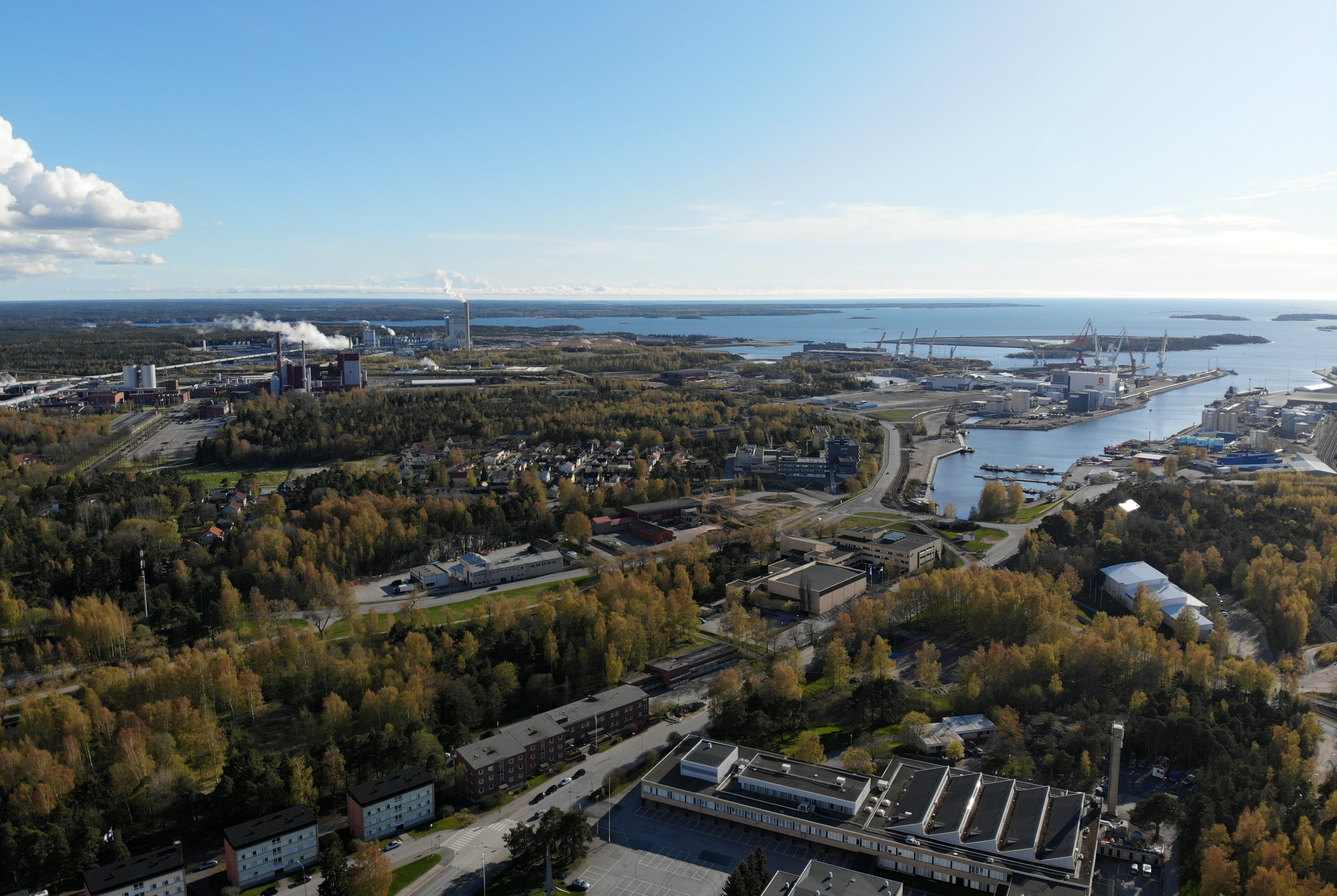